# مارك هيني
مارك هيني (بالإنجليزية: Mark Heaney)‏ هو موسيقي بريطاني، ولد في 14 أغسطس 1970 في كنزينغتون في المملكة المتحدة.

## روابط خارجية
- مارك هيني على موقع IMDb (الإنجليزية)
- مارك هيني على موقع ميوزك برينز (الإنجليزية)
- مارك هيني على موقع أول ميوزيك (الإنجليزية)
- مارك هيني على موقع ديسكوغز (الإنجليزية)